# Улица Циолковского (Рязань)
У́лица Циолко́вского (ранее — Ямска́я) — улица в центре города Рязани. Проходит от Театральной площади до проезда Яблочкова.

## История
С начала XIX века в районе нынешней Театральной площади возникла Ямская слобода, названная по занятию большинства её жителей. Главная улица слободы получила название Ямская. Улица, как и вся слобода, была застроена обывательскими деревянными домами.
В 1788 году на средства местных ямщиков в слободе был построен Николо-Ямской храм.
Свою застройку улица сохраняла до 1950-х годов.
В 1933 году на улице Ямской начал работу стекольный завод, переоборудованный в 1949 году под производство электроламп (Ламповый завод).
В 1935 году постановлением ВЦИК закрыт Николо-Ямской храм. Здание переоборудовали под овощной склад.
В 1950 году по улице пущен троллейбус от Ямской (ныне—Театральной) площади до Лампового завода.
С 1954 года начинается перестройка улицы. Старая деревянная застройка прежней Ямской слободы уступает место новым жилым домам в стиле сталинского ампира.
В 1958 году закрытый Николо-Ямской храм переоборудован под пивзавод.
В 1982 году в начале улицы открыт памятник К. Э. Циолковскому.
С 1992 года начато восстановление Николо-Ямского храма.

## Примечательные здания
Улица на всём протяжении застроена зданиями в сталинском стиле.

### По нечётной стороне

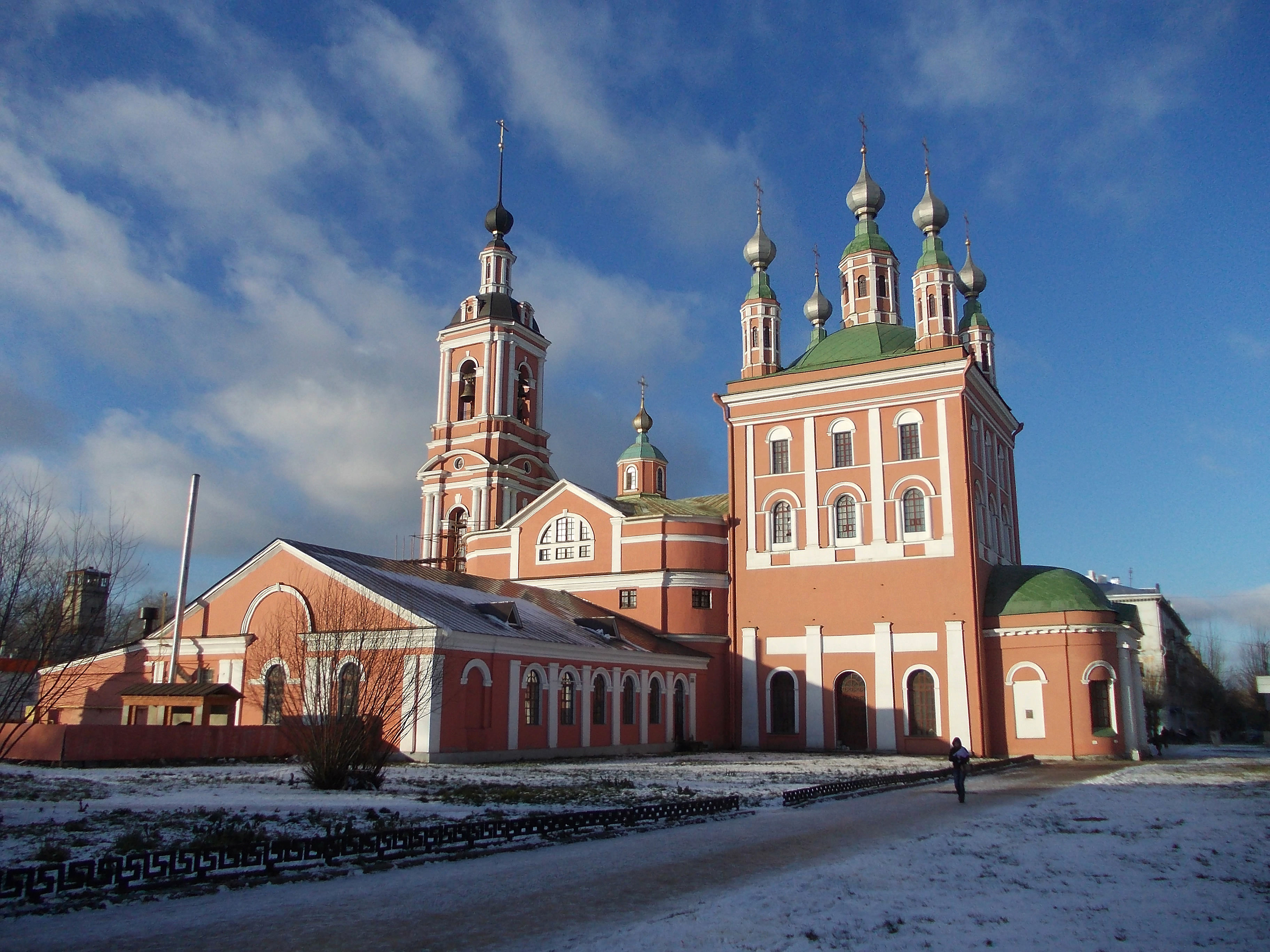
Николо-Ямской храм

- Дом № 1 — жилое здание. На первом этаже расположен книжный магазин;

- Дом № 3 — 4-этажное жилое здание. Нижний этаж занимает торговый центр «Купец»;

- Дом № 5 — Учебный военный центр Рязанского радиоунивертитета[1]. На доме установлены мемориальные доски сотрудникам РРТИ К. А. Сапожкову, А. Н. Текучёву, Г. Н. Шуппе и П. В. Пошехонову;

- Дом № 11 — 4-этажный жилой дом, украшенный лепниной. В здании расположена аптека № 6. На доме установлены мемориальные доски И. Ф. Андрианову и В. Ф. Бобылёву;

- Дом № 15 — жилое здание, на первом этаже работает стоматологическая поликлиника № 1;

- Дом № 17 — здание НИИ ГРП «Плазма»;

- Дом № 19 — здание Рязанского колледжа электроники.

### По чётной стороне
- Дом № 2 — 4-этажный жилой дом;

- Дом № 8 — Николо-Ямской храм;

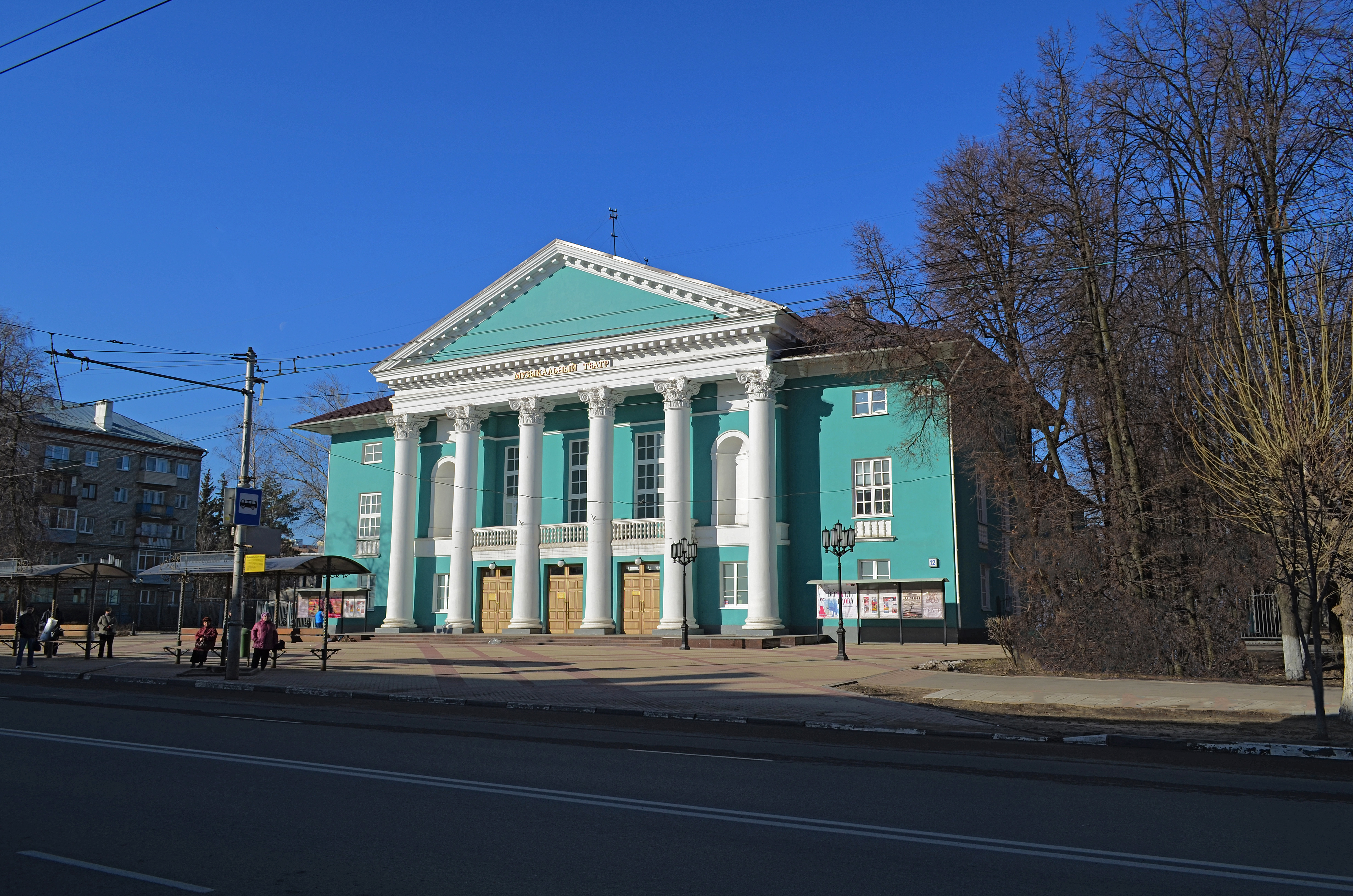
Музыкальный театр

- Дом № 10 — детская поликлиника № 2;

- Дом № 12 — здание Рязанского областного музыкального театра (ранее — ДК Строителей). Рядом со зданием располагалась Доска почёта строителей Рязанской области;

- Дом № 16 — жилое здание. На первом этаже до 2020-х годов находилась известная в городе парикмахерская «Семейная»;

- Дом № 22 — Рязанский строительный колледж;

- Дом № 24 — производственный корпус НИИ ГРП «Плазма».

## Парки и памятники

### Памятник К. Э. Циолковскому
В начале улицы, возле Драматического театра, установлен памятник К. Э. Циолковскому. Открыт в сентябре 1982 года. Скульптор О. К. Комов, архитектор Н. И. Комова.

### Сквер и бюст В. Ф. Уткина
Памятники-бюсты
7 января 1984 года в расположенном на улице Циолковского напротив домов № 18, № 20 и № 22 парке Юннатов был установлен памятник-бюст знаменитого рязанца, советского конструктора ракетно-космической техники В. Ф. Уткина. В соответствии с решением Рязанского городского Совета от 17 января 2002 года № 16 парк был переименован в сквер имени Уткина. Памятник представляет собой бронзовой бюст академика Владимира Фёдоровича Уткина на цилиндрическом гранитном постаменте, опирающемся на квадратную гранитную платформу. Окружает памятник покрытая плитами из красного гранита прямоугольная площадка размером 16 на 21 м. Скульптор — К. И. Чеканёв, архитектор — А. И. Супонин.

### Бюст В. В. Аксёнова
11 июня 2011 года в сквере имени В. Ф. Уткина состоялось открытие памятника-бюста советского космонавта, уроженца Рязанской области В. В. Аксёнова. Бюст открыли губернатор Рязанской области Олег Ковалёв, член Союза ветеранов ракетных войск Владимир Чепко и представительница рязанского землячества в Москве Людмила Серебрякова. Создание бюста приурочено к юбилейному Году космонавтики, прошедшему в России в связи с 50-летием первого полёта человека в космос. Скульптор — П. Б. Горбунова, архитектор — Е. Орлова.

## Транспорт
Улица Циолковского — важнейшая городская транспортная магистраль, обеспечивающая связь центра города с жилым районом Дашково-Песочня (через улицу Новую и проезд Яблочкова), посёлками Шлаковый, Соколовка, Строитель, а также предприятиями Южного промышленного узла и Рязанским нефтеперерабатывающим заводом.
Общественный транспорт проходит по всей улице.
| Маршруты общественного транспорта на улице Циолковского (январь 2023 г.) | Маршруты общественного транспорта на улице Циолковского (январь 2023 г.) | Маршруты общественного транспорта на улице Циолковского (январь 2023 г.) | Маршруты общественного транспорта на улице Циолковского (январь 2023 г.) |
| Остановка Общественного Транспорта                                       | Троллейбусы                                                              | Автобусы                                                                 | Примечание                                                               |
| ------------------------------------------------------------------------ | ------------------------------------------------------------------------ | ------------------------------------------------------------------------ | ------------------------------------------------------------------------ |
| Площадь Театральная                                                      | 13                                                                       | 7, 8, 16, 17, 20, 21                                                     |                                                                          |
| Музыкальный театр                                                        | 13                                                                       | 6, 7, 8, 21                                                              |                                                                          |
| Строительный колледж                                                     | 13                                                                       | 6, 7, 8, 21                                                              |                                                                          |

## Примыкающие улицы
К ул. Циолковского примыкают: пл. Театральная, ул. Электрозаводская, ул. Новая, ул. Юннатов, ул. Горького, проезд Яблочкова, Пожарный проезд, Куйбышевское шоссе.